# Frank (álbum)

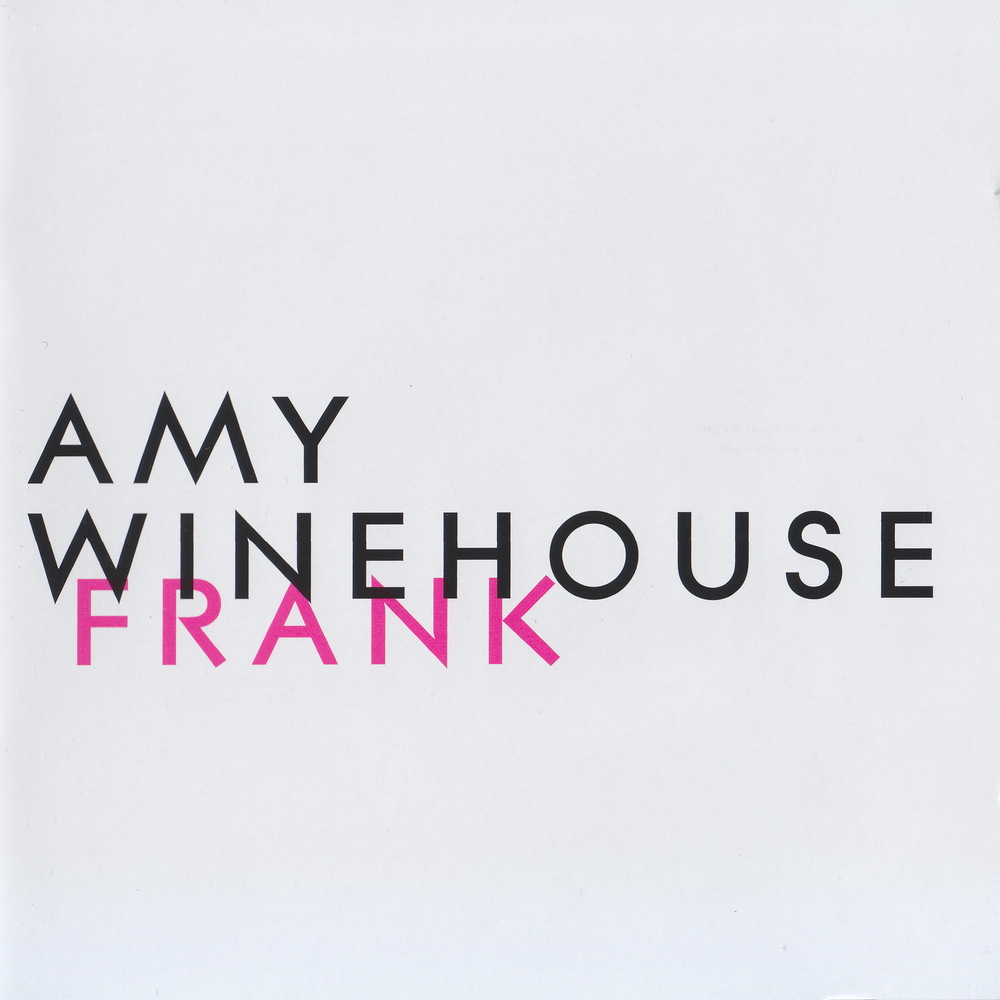
Portada del disco "Frank (Deluxe Edition)" de Amy Winehouse

Frank es el primer álbum de la cantante británica Amy Winehouse lanzado por Island Records en octubre de 2003 en el Reino Unido y en Estados Unidos el 20 de noviembre de 2007. Recibió dos nominaciones para los Brit Awards y fue preseleccionada para un Mercury Music Prize. Del álbum se publicaron como sencillos "Stronger Than Me", "Take the Box", "In My Bed"/"You Sent Me Flying" y "Fuck Me Pumps"/"Help Yourself". El título del disco es una referencia al desaparecido cantante Frank Sinatra.
De acuerdo al sistema de información de ventas Nielsen SoundScan, hasta el sábado 23 de julio de 2011, Frank vendió alrededor de 307 mil copias en Estados Unidos. Asimismo, de acuerdo a la revista de música Billboard, en el mes de diciembre de 2007 éste alcanzó la posición N.º 61 de su ranking Billboard 200, el más importante de ventas de álbumes del país.

## Respuesta del público
Frank recibió una estupenda acogida, con maravillosas críticas tanto en el Reino Unido como en Estados Unidos, acumulando 78 puntos de 100 en la web musical Metacritic. Billboard calificó el álbum como extraordinario y acerca de la voz de Winehouse dijo que era "temblorosa a veces, pero no deja de ser asombrosa".[cita requerida]
El álbum entró en los tops británicos en la posición 60 antes de subir al número trece en enero de 2004. Ha sido certificado como doble platino por vender más de 600 000 copias. Al mismo tiempo que el nuevo álbum de Amy, Back to Black, estaba en su etapa de promoción, el anterior volvió a ingresar en las listas de ventas británicas directamente al número 22 en febrero de 2007. Además, alcanzó el número 40 en dos ocasiones en mayo del mismo año, llegando a convertirse en entrada común a lo largo del 2007 en las listas del país del Big Ben.
En España, ha sobrepasado los 50 000 discos vendidos a finales de 2008, consiguiendo el disco de oro.
El disco vendió 5 millones de copias en el mundo.

## Lista de canciones
- Versión estándar

| UK edition |        |              |          |  |
| N.º        | Título | Escritor(es) | Duración |  |

- Edición Deluxe

| Deluxe edition bonus disc |                                                                        |          |  |
| N.º                       | Título                                                                 | Duración |  |
| 1.                        | «Take the Box» (Original Demo)                                         | 3:26     |  |
| 2.                        | «You Sent Me Flying» (Original Demo) (included only on the UK edition) | 5:40     |  |
| 3.                        | «I Heard Love Is Blind» (Original Demo)                                | 2:13     |  |
| 4.                        | «Someone to Watch Over Me» (Original Demo)                             | 4:29     |  |
| 5.                        | «What It Is» (Original Demo)                                           | 4:45     |  |
| 6.                        | «Teach Me Tonight» (Hootenanny)                                        | 3:22     |  |
| 7.                        | «'Round Midnight»                                                      | 3:49     |  |
| 8.                        | «Fool's Gold»                                                          | 3:40     |  |
| 9.                        | «Stronger Than Me» (Later... with Jools Holland)                       | 3:53     |  |
| 10.                       | «I Heard Love Is Blind» (Live at The Concorde, Brighton)               | 2:29     |  |
| 11.                       | «Take the Box» (Live at The Concorde, Brighton)                        | 3:33     |  |
| 12.                       | «In My Bed» (Live at The Concorde, Brighton)                           | 5:37     |  |
| 13.                       | «Mr Magic (Through the Smoke)» (Janice Long session)                   | 4:05     |  |
| 14.                       | «(There Is) No Greater Love» (Janice Long session)                     | 2:38     |  |
| 15.                       | «Fuck Me Pumps» (MJ Cole Mix)                                          | 5:54     |  |
| 16.                       | «Take the Box» (Seijis Buggin' Mix)                                    | 7:48     |  |
| 17.                       | «Stronger Than Me» (Harmonic 33 Mix)                                   | 3:43     |  |
| 18.                       | «In My Bed» (CJ Mix)                                                   | 4:36     |  |

## Posicionamiento en listas
| Gráfica (2004–11)                   | Pico de posición |
| ----------------------------------- | ---------------- |
| Australian Albums Chart             | 23               |
| Austrian Albums Chart               | 5                |
| Belgian Albums Chart (Flanders)     | 35               |
| Canadian Albums Chart               | 23               |
| Croatian International Albums Chart | 4                |
| Danish Albums Chart                 | 16               |
| Dutch Albums Chart                  | 7                |
| European Top 100 Albums             | 13               |
| French Albums Chart                 | 9                |
| German Albums Chart                 | 9                |
| Greek Albums Chart                  | 11               |
| Hungarian Albums Chart              | 30               |
| Irish Albums Chart                  | 15               |
| Italian Albums Chart                | 7                |
| Mexican Albums Chart                | 20               |
| New Zealand Albums Chart            | 22               |
| Polish Albums Chart                 | 5                |
| Portuguese Albums Chart             | 10               |
| Spanish Albums Chart                | 6                |
| Swiss Albums Chart                  | 16               |
| UK Albums Chart                     | 3                |
| US Billboard 200                    | 33               |
| US Top R&B/Hip-Hop Albums           | 26               |

| País        | Certificación |
| ----------- | ------------- |
| Australia   | [ 27 ]        |
| Austria     | [ 28 ]        |
| Bélgica     | [ 29 ]        |
| Brasil      | [ 30 ]        |
| Dinamarca   | [ 31 ]        |
| Europa      | [ 32 ]        |
| Alemania    | [ 33 ]        |
| Italia      | [ 34 ]        |
| Polonia     | [ 35 ]        |
| Portugal    | [ 36 ]        |
| España      | [ 37 ]        |
| Suiza       | [ 38 ]        |
| Reino Unido | [ 39 ]        |

| Gráfico (2008)        | Posición |
| --------------------- | -------- |
| Austrian Albums Chart | 27       |
| French Albums Chart   | 48       |
| German Albums Chart   | 37       |
| Spanish Albums Chart  | 35       |
| Chart (2011)          | Position |
| Austrian Albums Chart | 72       |
| Italian Albums Chart  | 87       |
| Polish Albums Chart   | 95       |